# Abd-al-Khal·laq (nom)
Abd-al-Khal·laq és un nom masculí teòfor àrab islàmic (àrab: عبد الخلاق, ʿAbd al-Ḫallāq) que literalment significa ‘Servidor del Creador’, essent «el Creador» un atribut de Déu. Si bé Abd-al-Khal·laq és la transcripció normativa en català del nom en àrab clàssic, també se'l pot trobar transcrit Abdul Khallaq... normalment per influència de la pronunciació dialectal o seguint altres criteris de transliteració. Com a teòfor, també el duen musulmans no arabòfons que l'han adaptat a les característiques fòniques i gràfiques de la seva llengua.